# Erdei Ferenc (építész)
Erdei Ferenc (Szerencs, 1933. augusztus 28. – Balatongyörök, 1986. augusztus 8.) építész, restaurátor, építészeti író, illusztrátor.

## Munkássága
Tanulmányait az Építőipari és Közlekedési Műszaki Egyetem Építészmérnöki Karán végezte 1952-1957 között. 
1957-ben az Országos Műemlékvédelmi felügyelőségnél kezdett dolgozni. 1967-ben Ybl-díjat kapott. 1968-ban a Tervezési Osztály műteremvezetője lett. 1984-ben az Építészeti Osztály vezetőjévé nevezték ki. 
Munkásságának fő területe a műemlékek helyreállítása volt. 
Munkamódszere szerint több stílust bemutató változatokat tervezett, az azonosítható részleteket helyreállította, vagy semleges – többnyire téglából készített - formákkal pótolta és a hozzáépítéseket a 60-as, 70-es évek konstruktivista felfogásában készítette el (vasbeton védőépület alkalmazása - Kisnánai vár). 
Több kiállítást rendezett, könyveket illusztrált, publikált a Magyar Építőművészet és a Műemlékvédelem című lapokban, a Tájak, korok, múzeumok és a Helyreállított műemlékeink sorozatban pedig számos kiadványa jelent meg a hazai műemlékekről.

## Fontosabb munkái

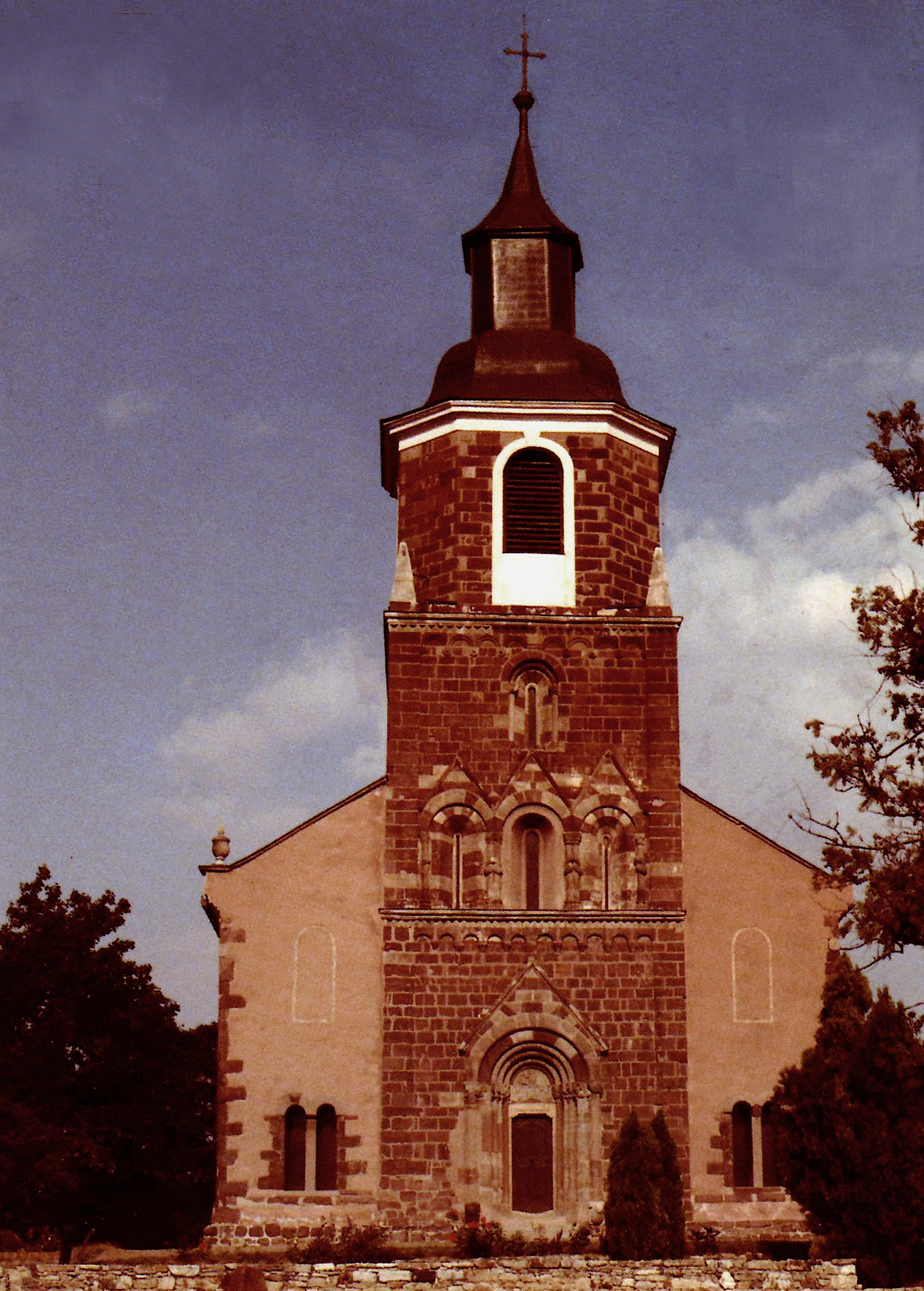
Felsőörs: Prépostsági templom

- 1959-1960: a veszprémi Szent György-kápolna védőépülete
- 1959-1991: a szerencsi vár helyreállítása és új felhasználása
- 1961-1968: a kisnánai vár restaurálása
- 1962-1963: a várgesztesi vár restaurálása
- 1964: a váraszói templom helyreállítása
- 1963-1965: a Felsőörsi prépostsági templom helyreállítása
- 1963-1968: a szigetvári vár helyreállítása
- 1965-1967: az Országos Műemlékfelügyelőség épületének helyreállítása (Havassy Pállal)
- 1970-1971: Foghíjbeépítés (Székesfehérvár, Oskola (volt Zalka) u. 11.)
- 1974-1977: műemléki lakóház helyreállítása (Székesfehérvár, Oskola (volt Zalka) u. 6.)
- 1976-1977: zalaegerszeg-csácsbozsoki templom bővítése
- 1977-1982: a miskolci avasi református templom helyreállítása
- 1980-1983: a kiszombori rotunda helyreállítása
- 1983-1988: a visegrádi főesperesi rom védőépülete.